# Ampelocalamus hirsutissimus
Ampelocalamus hirsutissimus là một loài thực vật có hoa trong họ Hòa thảo. Loài này được (W.D.Li & Y.C.Zhong) Stapleton & D.Z.Li mô tả khoa học đầu tiên năm 2005.